# Joshua Kimeto
Joshua Kimeto (* 17. März 1952) ist ein ehemaliger kenianischer Langstreckenläufer.
Bei den British Commonwealth Games 1974 in Christchurch wurde er Siebter über 5000 m.
1976 und 1977 wurde er über dieselbe Distanz für die Washington State University startend NCAA-Meister.

## Persönliche Bestzeiten
- 3000 m: 7:46,67 min, 3. August 1977, Viareggio
- 5000 m: 13:32,8 min, 29. Juni 1977, Helsinki
- 10.000 m: 28:00,6 min, 7. August 1977, Jakobstad